# Герои в масках
«Герои в масках» (англ. PJ Masks) — британско-французский мультсериал, произведённый студиями Entertainment One, Frog Box и TeamTO. Сериал был основан на серии книг Les Pyjamasques французского автора Ромуальда Рачолло.  Второй сезон вышел в эфир в 2018 году. Автором рисунков Кэтбой, Алетт, Гекко является гражданин Мексики Кристиан Де Вита. Авторские права на рисунки героев принадлежат компании Энтертейнмент Уан Ук Лимитед (Великобритания).

## Сюжет
В центре сюжета — захватывающие приключения необычных школьников: Грега, Коннора и Амайи. В дневное время они соседи, одноклассники и друзья. Но стоит только сумеркам опуститься на город, ребята скорее спешат домой, чтобы надеть свои волшебные пижамы и отправиться спасать мир. В ночное время, они становятся Кэтбоем, Алетт и Гекко и превращаются в Героев в масках. Вместе они борются с преступностью, вместе с тем изучая для себя ценные уроки. Разноцветные костюмы и маски наделяют друзей уникальными способностями: Грег может бегать по стенам и потолку, как ящерица; Коннор становится ловким и быстрым, как кот; Амайя отлично видит в темноте и бесшумно летает, как сова. Но с появлением первых солнечных лучей они спешат домой, потому что их супер-силы исчезают!

## Персонажи

### Герои в Масках

#### Главные Герои
- Коннор/Кэтбой (англ. Connor/Catboy) — голубоглазый мальчик с каштановыми волосами. В момент трансформации одевается в синий костюм с кошачьими ушами и тонким кошачьим хвостом. Он является лидером группы[5]. У него есть способность «Супер-слух», когда он использует кошачьи ушки костюма. Также он может прыгать высоко и далеко, используя команду «Супер-прыжок!», или быстро перемещаться используя команду «Кошачья супер-скорость!»[6], либо просто «Супер-скорость!»[7]. Его супергеройский автомобиль называется «Кэт-мобиль» и расположен в среднем сегменте башни штаба. Его детская спальня находится на втором этаже, в доме с синей крышей, сразу после дома Амайи.
- Амайя/Алетт (англ. Amaya/Owlette) — девочка с красным оттенком глаз и каштановыми волосами, которая носит очки и может кувыркаться «колесом». В момент трансформации одевается в красный костюм с плащом, который может затвердевать в крылья. Она может видеть в темноте используя команду «Совиный взгляд!» (либо «Супер-совиный взгляд!») и летать с помощью «Супер-крыльев». Крылья она может использовать для создания порывов ветра, чтобы отбросить противников от себя назад[8], с помощью команды «Совиный ветер!»[7]. Ее супергеройский транспорт называется «Совиный планер», который находится в верхнем сегменте штаба Героев в масках. Ее детская спальня находится на третьем этаже в доме с красной крышей, между домами Грега и Коннора.
- Грег/Гекко (англ. Greg/Gekko) — зеленоглазый мальчик блондин, умеющий делать шпагат. Он является самым юным участником команды Героев в масках[9]. В момент трансформации одевается в зелёный костюм с толстым хвостом рептилии, гребнем на верхней части его головы и присосками на руках. Он может использовать «Супер-камуфляж Гекко», чтобы изменить цвета и быть незаметным для окружающих. «Супер-мускулы Гекко» (либо просто «Супер-мускулы»[7]) нужны чтобы поднимать тяжёлые предметы. «Супер-присоски ящерицы» Грег использует для того, чтобы лазить по стенам или как прочную опору для того, чтобы самостоятельно остановить движущиеся транспортные средства. «Супер-бег ящерицы» используется для того чтобы бежать по воде[6]. Он проявил достаточно сил, чтобы поднять гигантскую передвижную лабораторию Ромео от земли, у себя над головой. Его сегмент — это нижний уровень башни штаба, в котором находится Гекко-мобиль: транспортное средство способное плавать под водой и перемещаться по земле с помощью гусениц как у танков. Оно медленнее чем Кэт-мобиль, но при этом обладает способностью «Камуфляж Гекко-мобиля», что позволяет машине, как и хозяину, становиться незаметной для окружающих. Гусеницы Гекко-мобиля способны прилипать к стенам домов, что позволяет незаметно подобраться к негодяям по стенам и крышам домов. Его детская спальня находится на втором этаже дома с зеленой крышей, перед домом Амайи.
- Робот-герой (англ. Pj robot)-робот помощник, появившийся во 2 сезоне. Изначально он задумывался как изобретение Ромео, однако потом подобрел и перешёл на сторону героев.
- Суперпомощники Героев
  - Кот (англ. Alley Cat) Кот. Имеет Супер Скорость как Кэтбой.
  - Совушка (англ. Owly) Сова. Обладает силами Алетт.
  - Лайонел (англ. Lionel) Геккон. Питомец Гекко. Имеет Супер Мускулы как Гекко.

#### Союзники
- Малютка Ниндзялино/Липкий Монстер (англ. Teeny-Weeny Ninjalino/Splat Monster) Хороший Ниндзялино. Умеет превращаться в Монстра,  Который бросает Липучкой.
- Армадилан (англ. Armadylan) - один из персонажей 2 сезона. Является ещё совсем новым героем, который ещё не умеет контролировать свои силы. Вскоре присоединился к героям в масках.
- Ан Ю (англ. An Yu) Девочка-Дракон с волшебными Силами. Живёт на Таинственной Горе. Она была заперта в Драконим Гонге, но Ниндзя её Освободил.
- Санта Клаус (англ. Santa Claus)
- Ньютон (англ. Newton) Космический Мальчик с Суперсилами.

### Антагонисты (Злодеи)
- Ромео (англ. Romeo) — юный злодей-изобретатель, придумавший в своей мобильной лаборатории целый ряд интересных устройств. Желает завоевать весь мир. Имеет своё главное изобретение — Робота (англ. Robot). Не дружит с другими злодеями.
  - Роботы — механические помощники Ромео:
  - Робот (англ. Robot) — является лучшим и любимым изобретением Ромео, его основным помощником в попытках захватить сначала весь город, а потом и весь мир. Умеет обижаться, радоваться и злиться почти как настоящий человек. Часто весьма критически относится к поступкам своего хозяина.
  - Робетт (англ. Robette) — девушка-робот.
  - Робот-шпион (англ. Spy Bot) — кубический робот, шпионящий за Героями в Масках. Впервые появился как голосовое устройство в "Говори громче, Гекко!", в "У кого лучшая суперспособность?" был использован уже в целях шпионажа.
  - Коробка Инструменов (англ. Tool Box) Коробка Инструментов с Ногами.
  - Флайботы (англ. Flybots) Летающие Роботы, По форме похожи на первую версию Робота Героев.
  - Плохоботы (англ. Naughty Bots) Роботы, сделанные из Рождественских Подарков. Забирают все украшения.
  - Робо-Герои (англ. Robo-Heroes) Злые Роботы, похожие на Героев в Масках
- Ночной ниндзя (англ. Night Ninja) — ещё один злодей, который одет в синий костюм. У него есть маленькие слуги — Ниндзялино. Однажды объединял свои усилия с Ромео в серии «Кэтбой и уменьшитель», чтобы попытаться уменьшить Героев в масках.
  - Ниндзялино (англ. Ninjalinos) — совсем юные ученики Ночного ниндзя, одетые в фиолетовые костюмы ниндзя, закрывающие всё тело. Их возраст на данный момент в сериале не раскрывается, также не известно кем они являются в дневное время.
- Лунная девочка (англ. Luna Girl) — отрицательный персонаж. Имеет мотыльков и лунный глайдер. Может телекинетически контролировать окружающие её предметы, с помощью «Лунного магнита». Так же имеет в своём репертуаре магические предметы, такие как — «Лунный шар», который мог похищать предметы и проглатывать её врагов. Мечта Лунной девочки — Жить на Луне, Получить новые силы и остановить Героев. В серии «Гекко и лунная проблема» злодейка объединяется с Героями в масках, чтобы остановить Ромео и его коварный план — нарисовать с помощью луча на Луне его портрет. В 3 серии 5 сезона стала врагом Мотуки, но в 25 серии 5 сезона они вновь стали союзниками.
- Волчата (англ. Wolfy Kids) — появляются в 2 сезоне. Это три оборотня.
  - Хаулер (англ. Howler) — один из волчат. Часто ссорится с лидером команды, Рип.
  - Рип (англ. Rip) — волчонок-девочка. Лидер команды.
  - Кевин (англ. Kevin) — самый младший, носит прическу закрывающую пол лица. Любит хулиганить и бедокурить. Иногда Добрый.
- Мотуки (англ. Motsuki) Мотылёк. В серии третьего сезона «Мотылёк на Луне англ. Moth on the Moon» она превратилась в Говорящую Девочку-Мотылька. В 3 серии 5 сезона стала врагом Лунной девочки, но в 25 серии 5 сезона они вновь стали союзниками.
- Манки-Гу (англ. Munki-Gu) Магическая Обезьянка которая любит безобразничать. Живёт на Таинственной Горе.
- Октобелла (англ. Octobella) - концептуальный персонаж-злодей, который появится в четвёртом сезоне. Является осьминогоподобным персонажем. Имеет красивый голос, который привлекает Армадилана. В серии "беда Персиваля" реабилитируется.
  - Персиваль (англ. Percival) - концептуальный персонаж-креветка. Является помощником Октобеллы. В серии "беда Персиваля" реабилитируется.
- Мальчик-фараон (англ. Pharaoh Boy) - Антагонист и один из ночных злодеев в серии Герои в масках. Он — фараон и один из ночных злодеев, жаждущих править миром.
- Ортиша (англ. Orticia) - Она была создана из древнего семени, пришедшего из далеких джунглей 3000 лет назад, которое Ромео украл из музея и начал экспериментировать над ним. Впервые она появилась в эпизоде 5 сезона «Ортиша Цветёт англ. Orticia Blooms». В 20 серии 5 сезона перешла на сторону героев.
  - Тыквы (англ. Pumpkins) Оживлённые Тыквы. Помогают Ортише в эпизоде 5 сезона «Ортиша и Тыквы англ. Orticia and the Pumpkins»
- Робот-Пират (англ. Pirate Robot) Робот, созданный Ромео. Сначала он должен был быть поваром, но в машину которая его создавала упала шляпа и он превратился в пирата. Это произошло в Эпизоде «Сила Пиратов: Робот-Пират англ. Pirate Power: Pirate Robot»

### Второстепенные персонажи
- Кэмерон (англ. Cameron) — мальчик из той же подготовительной группы, что и Герои в Масках, когда они днем ходят в школу. Он тоже напугал Амайю моделью динозавра, как и Коннор в серии «Алетт и заварушка с птеродактилем», но Коннор усвоил урок и попросил Кэмерона не делать этого. Также Кэмерон давал поиграть со своим новым картом Грегу, который умудрился его потерять в серии «Гекко не виноват».
- Учитель (англ. Teacher) — неназванный взрослый мужчина, который преподает в подготовительном классе у Коннера, Грега и Амайи. Когда вещи исчезают, он думает, что это странно.
- Джейден Хьюстон (англ. Jayden Houston) — является популярным певцом, который известен своим золотым микрофоном. Его микрофон был украден Лунной девочкой в серии «Трудный выбор Кэтбоя», но позже был возвращён Героями в масках.
- Учитель Фанг (англ. Master Fang) — является главным героем своих собственных комиксов и телевизионных сериалов. Он в значительной степени оказал влияние на Коннора и Грега, но кажется абсолютно не интересен Амайе, у которой есть другая любимая героиня комиксов. Он известен его расписным мечом, который был украден Ночным ниндзя в серии «Кэтбой и меч Учителя Фанга».
- Кик МакГи (англ. Kick McGee) — непоказанный напарник Учителя Фанга. Его персона часто используется Гекко во время миссий.
- Флосси Флэш (англ. Flossy Flash) — является девушкой-супер-героем из комиксов, которая нравится Алетт. Алетт предпочитает её больше, чем Мастера Фанга и Кика МакГи, которых благоволят Кэтбой и Гекко.
- Диктор (англ. Announcer) — Диктором является мужской голос, который слышен в каждом эпизоде. Он не показан на экране, но каждую серию вводит зрителя в курс происходящих изменений:
  -     - «На город опускается ночь, и отважная команда героев бросает вызов гадким негодяям, чьи злодеяния пора остановить!»:
    - «Амайя превращается: в Алетт!»
    - «Грег превращается: в Гекко!»
    - «Коннор превращается: в Кэтбоя!»

## Роли озвучивали
| Роль           | Озвучивание |
| -------------- | --- |
| Амайя/Алетт    | Эддисон Холли |
| Грег/Гекко     | Кайл Харрисон Брейткопф |
| Коннор/Кэтбой  | Джейкоб Роберт Эванюк |
| Ромео          | Алекс Торн Картер Торн (2-й сезон по 3-й сезон) Саймон Пирсо (3-й сезон по 4-й сезон) Каллум Шоникер (5 сезон- настояшее время) |
| Ночной ниндзя  | |
| Лунная девочка | Брианна Дагуанно |
| Диктор         | Рон Пардо |
| Робот          | Рон Пардо |

## Список серий
| № | Название                                                                           | Режиссёр                             | Сценарист                         | Дата выхода официальная | Количество просмотров (млн.) |
| --- | ---------------------------------------------------------------------------------- | ------------------------------------ | --------------------------------- | ----------------------- | ---------------------------- |
| 1a | «Blame It on the Train, Owlette» «Поезд ушел, Алетт»                               | Кристиан Де Вита                     | Саша Паладино                     | 18 сентября 2015        | 0.89                         |
| Днём Амайа очень взволнована тем, что в парке аттракционов появился новый скоростной поезд и его очень не терпится на нём покататься. Но когда ребята прибегают в парк, то обнаруживают, что поезд исчез. Ночью оказывается, что Ромео украл и изменил детский поезд для того, чтобы поймать свою сбежавшую лабораторию. Алетт начинает быстро и необдуманно пытаться остановить Ромео, чтобы быстрее вернуть поезд. Но из-за нетерпеливых поступков у команды героев долго ничего не получается. Геройская мудрость: Алетт: Чтобы план сработал, надо немного подождать. (Будь терпеливым.) |                                                                                    |                                      |                                   |                         |                              |
| 1b | «Catboy's Cloudy Crisis» «Тучи над Кэтбоем»                                        | Кристиан Де Вита                     | Лиза Экхерст                      | 18 сентября 2015        | 0.89                         |
| Днём Коннор, Грег, и Амайа играли в догонялки, но потом Грег и Амайя решили обливать друг дружку водой из шлангов вместо этого. Благодаря тому, что Коннор боится воды, он не захотел играть вместе с ребятами. Внезапно, вода прекратила течь, и вместо неё из шлангов стали выходить облака, загораживая солнце и делая день очень холодным. Ночью обнаружилось, что Лунная Девочка с помощью её лунного магнита, хочет сделать так, чтобы дождевые облака закрыли солнце до конца лета. Она заставляет Кэтбоя выбирать между тем чтобы промокнуть, и тем чтобы спасти следующий день. Геройская мудрость: Кэтбой: Надо что-то делать! Я ненавижу мокнуть, но я не могу подвести своих друзей! (Будь надёжным.) |                                                                                    |                                      |                                   |                         |                              |
| 2a | «Owlette and the Flash Flip Trip» «Алетт и Флосси Флэш»                            | Кристиан Де Вита                     | Лиза Экхерст                      | 18 сентября 2015        | 0.65                         |
| Днём Коннор, Грег, и Амайа готовятся к началу уроков, но Амайя одержил героем комиксов каратистом Флоси Флэш. Когда друзья входят в класс, они замечают, что на всех книгах, вместо обложек, фотография Ромео. Ночью, Ромео заменил страницы каждой книги, и обложки на изображения самого себя, благодаря своему новому созданию — Роботу. Алетт пытается использовать приемы Флоси Флэш, чтобы остановить Ромео и добраться до библиотеки, чтобы спасти самые важные книги города, но из-за попыток подражать комиксам делает миссии труднее. Геройская мудрость: Алетт: В этот раз я использую силы совы. (Будь собой.) |                                                                                    |                                      |                                   |                         |                              |
| 2b | «Catboy and the Pogo-Dozer» «Кэтбой и прыго-дозер»                                 | Кристиан Де Вита                     | Том Стивенсон                     | 18 сентября 2015        | 0.65                         |
| Днём Коннор, Грег и Амайя отправились в выставочный научный зал музея и замечают игровой автомат. Грег хочет играть, но Коннор всегда хочет быть первым. Амайа замечает трещину в стене, заявив, что ремонт был только закончен и видимо кто-то пытался проникнуть в музей. Ночью, Ромео пытается пробить стену, чтобы получить реактивный ранец, чтобы летать и закачивать в дымоходы гадкие запахи с помощью Пушки-Загазушки. Гекко отломил кусок бульдозера Ромео, и делает из него большую прыгалку, называя её Прыго-дозер. Когда Алетт находится в беде, Гекко пытается скакать на Прыго-дозере, но Кэтбой всегда идёт первым, отказываясь дать Гекко шанс. Геройская мудрость: Кэтбой: Я знаю что мне далеко до Гекко, поэтому, как герой, я уступлю это право ему. (Жди своей очереди и не будь эгоистичным) |                                                                                    |                                      |                                   |                         |                              |
| 3a | «Gekko and the Super Ninjalinos» «Гекко и супер-ниндзялино»                        | Кристиан Де Вита                     | Саймон Николсон                   | 25 сентября 2015        | 1.06                         |
| Днём Коннор, Грег и Амайа готовы пойти в парк на Спортивный день. Грег хочет быть сильным и в дневное время. Но когда они добрались до парка, они обнаружили, что спортивный инвентарь был украден. Ночной Ниндзя ночью украл спортивный инвентарь, чтобы сделать его Ниндзялино супер-сильными. Гекко хочет вернуть инвентарь самостоятельно. Кэтбой и Алетт пытаются ему помочь, но Гекко хочет доказать, что он супер-сильный, победив Ниндзялино, и может вернуть спортивный инвентарь сам. Геройская мудрость: Гекко: Ниндзялино сильные когда они вместе, но ведь и мы тоже! (Нужно работать вместе.) |                                                                                    |                                      |                                   |                         |                              |
| 3b | «Owlette's Terrible Pterodactyl Trouble» «Алетт и заварушка с птеродактилем»       | Кристиан Де Вита                     | Джерард Фостер                    | 25 сентября 2015        | 1.06                         |
| Днём команда посещает музей, чтобы увидеть экспонаты динозавров. Коннор напугал Амайю моделью динозавра. Амайа очень сильно разозлилась на него. Коннор сказал Амайе, что он пытается быть смешным, но Амайя не думает, что это было забавно. Тогда Грег замечает, что модель птеродактиля исчезла. Ночью тут был Ромео, который украл её и сделал из модели летательный аппарат. Кэтбой пытается получить у Алетт прощение, но он остаётся непреклонным: он, пугая её в музее, был подлым и не смешным. Алетт продолжает быть злым на Кэтбоя, но этим он мешает выполнению миссии. Геройская мудрость: Алетт: Надо было раньше с тобой помириться. (Будь снисходительным и терпимым.) |                                                                                    |                                      |                                   |                         |                              |
| 4a | «Catboy and the Shrinker» «Кэтбой и уменьшитель»                                   | Кристиан Де Вита                     | Саймон Николсон                   | 2 октября 2015          | 1.52                         |
| Днём Коннор, Грег и Амайя направляются на детскую площадку. Коннор говорит, что он, уже достаточно вырос, чтобы идти на площадку для больших детей, в этот момент Грег замечает, что все аттракционы на площадке уменьшились в размере. Герои в масках быстро узнают, что Ромео и Ночной Ниндзя объединились, чтобы уменьшить их самих. Кэтбой говорит, что пусть всё стало маленьким, он большой и сможет выяснить что происходит. Но когда Ромео и Ночной Ниндзя уменьшают его, Кэтбой делает миссию сложнее, жалуясь, что он теперь маленький и совершенно бесполезный. Геройская мудрость: Кэтбой: Вместо того, чтобы расстраиваться, мы можем это использовать! (Не думайте о том, какого вы роста.) |                                                                                    |                                      |                                   |                         |                              |
| 4b | «Owlette and the Moon-Ball» «Алетт и лунный мяч»                                   | Кристиан Де Вита                     | Джерард Фостер                    | 2 октября 2015          | 1.52                         |
| Днем Коннор, Грег и Амайа играют в футбол против команды Кэмерона. Кэмерон говорит, что Амайя не умеет играть в футбол. Когда Амайя пытается забить гол, Коннор и Грег злятся на неё за то, что она не дала пас им, а только пыталась продемонстрировать всем, что он на самом деле отлично играет в футбол и нечаянно выбивает мяч за пределы игровой площадки. Она пытается принести мяч назад, но когда находит, Лунный Шар засасывает его в себя. Герои в масках скоро узнают, что Лунная девочка с помощью Лунного шара высосала все игрушки, чтобы она могла держать их у себя. Алетт делает миссию сложнее, хвастаясь о том, насколько хорош он в футболе, и тоже оказывается внутри Лунного шара. Геройская мудрость: Алетт: Надо было отдать пасс Кэтбою. (Не выпендриваться.) |                                                                                    |                                      |                                   |                         |                              |
| 5a | «Catboy and the Butterfly Brigade» «Кэтбой и бригада бабочек»                      | Кристиан Де Вита                     | Том Стивенсон                     | 9 октября 2015          | 1.38                         |
| Сегодня «День зоопарка». Коннор хочет увидеть львов и тигров, но Грег и Амайа хотят увидеть бабочек вместо этого. Грег и Амайа думают, что Коннор ведёт себя очень грубо. В этот момент они замечают, что посетители зоопарка покидают сад с бабочками, потому что бабочки исчезли. Ночью, Герои в масках пытаются вернуть бабочек обратно домой, в зоопарк. Алетт использует нежные порывы ветра, и Гекко манит их путем изменения цвета. Кэтбой ведёт себя невежливо, захватывая их в сачок на «кошачьей супер-скорости», что очень злит его товарищей по команде. Алетт говорит, что такой подход очень не нравится бабочкам, но потом Гекко узнаёт, что Лунная девочка использует украденных бабочек в качестве своих новых сообщников, чтобы заменить ими мотыльков. Геройская мудрость: Кэтбой: Ругаться и грубить очень плохо. (Будь вежливым) |                                                                                    |                                      |                                   |                         |                              |
| 5b | «Owlette the Winner» «Алетт-победитель»                                            | Кристиан Де Вита                     | Эшли Мендоза                      | 9 октября 2015          | 1.38                         |
| Днём Коннор и Амайя играли в баскетбол против двух товарищей из команды Кэмерона. Грег вел счет игры и комментировал её, а Кэмерон был судьей. Коннор пытается закинуть мяч в кольцо, но другая команда заблокировала его и отбросила мяч в сторону Амайи. Амайа берёт мяч, но вместо нападения неожиданно убегает назад и делает бросок с дальней стороны двора. "Команда Амайи" побеждает! В этот момент Кэмерон замечает, что его свисток пропал после того, как Амайа удачно забросил мяч в корзину. Ночью, Герои в масках обнаруживают, что Лунная девочка взяла свисток для тренировки её двух команд мотыльков, чтобы украсть все игрушки из магазинов игрушек. Но Алетт делает миссию сложнее, устраивая соревнования внутри команды. Геройская мудрость: Алетт: Если бы я не пытался их всё время победить, этого бы не случилось (Не соперничай с друзьями) |                                                                                    |                                      |                                   |                         |                              |
| 6a | «Speak UP, Gekko!» «Говори громче, Гекко»                                          | Кристиан Де Вита                     | Росс Хастингс                     | 16 октября 2015         | 1.18                         |
| Днём, Грег пытается рассказать стихотворение в своем классе, но из-за своей застенчивости забывает слова. Учитель просит его рассказать завтра новое стихотворение. Грег говорит Коннору и Амайе, что рассказывать стихи вслух очень не легко, и что он не хочет, завтра рассказывать новое стихотворение вслух. Отдалившись от ребят, Грег находит коробку которая крадёт его голос. Грег от радости делает "танец победы", потому что теперь он не должен завтра рассказывать стихи вслух. Ночью, Ромео планирует украсть все голоса Героев в масках, чтобы он мог обвинить их за свои преступления, используя их голоса. Кэтбой и Алетт попытаться убедить Гекко, помочь им получить голосовой ящик, но он настолько боится рассказывать другое стихотворение завтра, что не решается помочь получить его голос обратно. Геройская мудрость: Ромео: Вы никогда не сможете победить меня, а всё потому, что Гекко не забрал свой голос когда была возможность. (Будь уверенным) |                                                                                    |                                      |                                   |                         |                              |
| 6b | «Catboy and Master Fang's Sword» «Кэтбой и меч учителя Фанга»                      | Кристиан Де Вита                     | Сильви Барро и Кэтрин Уолтон Уорд | 16 октября 2015         | 1.18                         |
| Коннор повесил плакат Учителя Фанга над изголовьем своей кровати. Он объясняет, что данный герой является величайшим мастером кунг-фу. Грег и Амайа приходят к Коннору, чтобы вместе посмотреть новый выпуск Учителя Фанга. Они напоминают Коннору, что Учитель Фанг никогда не сердится, но Учитель Фанг объявляет, что его меч был украден прошлой ночью и поэтому новой серии не будет. Ночью они превращаются (хотя на заднем плане, в комнате Кэтбоя, плакат Жёлтого-Кота-Супер-героя не заменён на плакат Учителя Фанга), и находят меч Учителя Фанга у Ночного Ниндзя. Кэтбой продолжает злиться, что они не могут отобрать меч Учителя фанга назад от Ночного Ниндзя. Но независимо от того, сколько раз Гекко и Алетт пытаются сказать Кэтбою, чтобы он перестал злиться, он их не слушает. Геройская мудрость: Кэтбой: Алетт был прав, злость мне не помогает. Я не должен был сердиться на него и Гекко. (Будь спокойным и мирным) |                                                                                    |                                      |                                   |                         |                              |
| 7a | «Catboy VS. Robo-Cat» «Кэтбой против Робокота»                                     | Кристиан Де Вита и Уилсон Дос Сантос | Жюстин Шене                       | 23 октября 2015         | 1.35                         |
| Днём Коннор, Грег, и Амайя играли во фрисби, но фрисби Коннора улетел за угол дома. Когда Коннор возвращается, оказывается, что Грег и Амайа исчезли. Ночью, Кэтбой идет на поиски своих друзей, и видит, что они теперь под контролем Ромео. Затем он обнаруживает, что на самом деле перед ним дубликаты-роботы, которые Ромео называет «Робо-Сова» и «Робо-Гекко», в то время как реальный Грег и Амайя в этот момент заперты в подвесных клетках. Они просят Кэтбоя помочь им выбраться, но он с уверенностью утверждает, что они будут бесполезны без их супер-способностей. Роботы имеют все супер-силы оригиналов, а также у них есть возможность стрельбы пучками энергии из их глаз. Робо-Гекко удаётся украсть Кэт-мобиль у Кэтбоя. В то же время, Грег берёт красную эмблему на волосах у Амайи, и использует её, чтобы удалить винты, удерживающие прутья клетки. Кэтбой пытается выяснить, как получить обратно пижамы, которые необходимы для получения доступа к супер-силам Героев в масках. Ромео не объясняет, как он получил пижамы, но это указывает на то, что он знает о гражданских личностях друзей и где их дом. Он упоминает, что провёл годы строя супер-компьютер который бы смог питать роботов, но из этого не ясно, боролся ли он с Героями в масках уже так долго или он начал строить компьютер по другой причине. Геройская мудрость: Кэтбой: Ребята, вы настоящие герои, даже без своих супер-сил. (Сила заключается внутри нас самих.) |                                                                                    |                                      |                                   |                         |                              |
| 7b | «Owlette and the Giving Owl» «Алетт и отдай-сова»                                  | Кристиан Де Вита                     | Росс Хастингс                     | 23 октября 2015         | 1.35                         |
| Ребята идут в школу на занятие «Расскажи и назови», Амайя приносит Отдай-Сову, статуэтку, которую его дал его тётя. Он хочет оставить статуэтку себе даже после того, как Грег говорит его, что он должен быть по наказу от тёти отдать её другому. Когда они подходят к остальным детям то узнают, что их вещи для "Расскажи и назови" исчезли и возможно украдены. Ночью Герои в масках обнаруживают, что Лунная девочка с помощью мотыльков крадёт вещи для своего Лунного логова. Лунная девочка затем врывается в дом к Амайе и крадёт «Лунную статую», так он называет Отдай-Сову, на которой фигурка синей совы сидит на вершине белого шара, который напоминает луну. Кэтбой и Гекко пытаются убедить Алетт, отдать Отдай-сову Лунной девочке, но Алетт хочет сохранить статуэтку, потому что Отдай-сова только его, и продолжает предпринимать попытки получить её обратно. Геройская мудрость: Грег: Дарить подарки бывает приятно (Умей дарить). |                                                                                    |                                      |                                   |                         |                              |
| 8a | «Catboy and the Great Birthday Cake Rescue» «Кэтбой и спасение праздничного торта» | Кристиан Де Вита                     | Джерард Фостер                    | 30 октября 2015         | 1.14                         |
| Днем, Коннор, Грег и Амайя идут в библиотеку, чтобы подготовить всё для празднования завтра дня рождения Грега. Но когда они приходят, то обнаруживают, что все приготовленные украшения, включая торт ящерицы пропали. Ночью обнаружилось, что это был Ночной Ниндзя и его Ниндзялино, которые украли все вещи для того чтобы спланировать свой собственный день рождения. Герои в масках пытаются вернуть торт ящерицы обратно, но единственное, что встаёт на пути завершения этой миссии, это любовь Кэтбоя к торту и украшениям, которые основаны на Учителе Фанге. Геройская мудрость: Кэтбой: Прости меня Гекко, это всё из-за меня. Я совершил небольшую ошибку, но знаю как всё исправить (Думай о других). |                                                                                    |                                      |                                   |                         |                              |
| 8b | «Gekko and the Snore-A-Sauras» «Гекко и храпозавр»                                 | Кристиан Де Вита                     | Том Стивенсон                     | 30 октября 2015         | 1.14                         |
| Днём, Коннор, Грег, Амайя и Кэмерон ждут в школе кукольный спектакль, Кэмерон дразнит Грега любителем кукол, но убегает, замечая запах печенья из кафе. В этот момент Учитель объявляет, что спектакля не будет потому что марионетки пропали. Герои в масках были удивлены, когда ночью увидели, что Камерон - лунатик, и ходит во сне! Гекко также узнал, что это Лунная девочка взяла марионеток, но он отвлёкся на то, как мотыльки могут управлять марионетками. Геройская мудрость: Гекко: Это всё из-за меня, если бы я не игрался с ним, то Кэмерон был бы уже в своей кровати. (Будь сфокусированным.). |                                                                                    |                                      |                                   |                         |                              |
| 9a | «Looking After Gekko» «Позаботиться о Гекко»                                       | Кристиан Де Вита                     | Кристиан Де Вита                  | 6 ноября 2015           | 1.20                         |
| Днем, Грег сказал Коннору и Амайе, что они всегда о нём заботятся, потому что он маленький, но он не ребёнок и может сам справиться. Но когда они собираются вернуться домой, школьный автобус таинственным образом исчезает. Ночью, оказывается, что Ночной Ниндзя и его Ниндзялино украли школьный автобус и хотят превратить его в свой собственный супер-автомобиль. Команда пытается получить его обратно, но упрямый Гекко настаивает на завершении этой миссии самостоятельно, чем только раздражает Кэтбоя и Алетт. Геройская мудрость: Гекко: Друзья помогают друг другу - поэтому вы заботитесь обо мне. Теперь я помогу вам. (Будь сговорчивым.). |                                                                                    |                                      |                                   |                         |                              |
| 9b | «Catboy and the Teeny Weeny Ninjalino» «Кэтбой и крошка ниндзялино»                | Кристиан Де Вита и Уилсон Дос Сантос | Том Стивенсон                     | 6 ноября 2015           | 1.20                         |
| Днём Коннор хочет первым войти в класс, и замечает, что его парта перевернута. Кэмерон хочет помочь вернуть стол Коннора в нормальное состояние, и просит помочь ему с домашним заданием, т.к. ребята всегда получаю хорошие оценки. Но Коннор не хочет принимать помощь от Кэмерона, как и не хочет помогать Камерону с его домашним заданием. Когда Кэмерон печально выходит из класса, Амайя сердится на Коннора за то, что он не помог Кэмерону. Грег затем замечает крошечные следы Ниндзялино на одном из листов домашнего задания Коннора. Ночью Герои в масках находят крошечного Ниндзялино у себя в штабе, но Кэтбой хочет прогнать его и пытаться поймать, устраивая тем самым беспорядок на всех 3 этажах Штаба. Затем Кэтбой всё же ловит и заставляет уйти крошечного Ниндзялино, но маленький хитрец их не оставляет. Вскоре Герои в масках находят Ночного Ниндзя и остальную часть его команды Ниндзялино. Ночной Ниндзя очень удивляется, когда его «шпион» (крошечный Ниндзялино) говорит, что не хочет быть шпионом и ему нравятся Герои в масках. Геройская мудрость: Кэтбой: Мы должны всегда помогать тем, кто в беде! (Будьте гибкими.) |                                                                                    |                                      |                                   |                         |                              |
| 10a | «Catboy's Tricky Ticket» «Трудный выбор Кэтбоя»                                    | Кристиан Де Вита                     | Жюстин Шене                       | 13 ноября 2015          | 0.97                         |
| 10b | «Gekko and the Missing Gekko-Mobile» «Гекко и пропавший Геккомобиль»               | Кристиан Де Вита и Уилсон Дос Сантос | Том Стивенсон                     | 13 ноября 2015          | 0.97                         |
| 11a | «Catboy's Flying Fiasco» «Воздушное фиаско Кэтбоя»                                 | Кристиан Де Вита и Уилсон Дос Сантос | Эшли Мендоза                      | 20 ноября 2015          | 1.05                         |
| 11b | «Gekko's Stay-at-Home Sneezes» «Гекко на больничном»                               | Кристиан Де Вита и Уилсон Дос Сантос | Том Стивенсон                     | 20 ноября 2015          | 1.05                         |
| 12a | «Gekko Saves Christmas» «Гекко спасает Рождество»                                  | Кристиан Де Вита                     | Жюстин Шене                       | 4 декабря 2015          | 1.17                         |
| 12b | «Gekko's Nice Ice Plan» «Ледяной план Гекко»                                       | Кристиан Де Вита                     | Лиза Экхерст                      | 4 декабря 2015          | 1.17                         |
| 13a | «Gekko and the Mighty Moon Problem» «Гекко и лунная проблема»                      | Кристиан Де Вита                     | Эшли Мендоза                      | 11 декабря 2015         | 1.23                         |
| 13b | «Clumsy Catboy» «Неуклюжий Кэтбой»                                                 | Кристиан Де Вита                     | Лиэнн Саватски и Дэн Уильямс      | 11 декабря 2015         | 1.23                         |
| 14a | «Catboy and Gekko's Robot Rampage» «Кэтбой, Алетт и Гекко против робота»           | Кристиан Де Вита и Уилсон Дос Сантос | Мартин Крэйг                      | 22 января 2016          | н/д                          |
| 14b | «Owlette's Feathered Friend» «Пернатый друг Алетт»                                 | Кристиан Де Вита                     | Лиза Экхерст                      | 22 января 2016          | н/д                          |
| 15a | «Owlette and the Battling Headquarters» «Алетт и битва за штаб»                    | Кристиан Де Вита                     | Дэйв Диас                         | 29 января 2016          | н/д                          |
| 15b | «Gekko and the Mayhem at the Museum» «Гекко и разборка в музее»                    | Кристиан Де Вита и Уилсон Дос Сантос | Агнес Слимовичи и Изабелль Боттье | 29 января 2016          | н/д                          |
| 16a | «Catboy Takes Control» «Кэтбой берёт всё под контроль»                             | Кристиан Де Вита и Уилсон Дос Сантос | Лиза Экхерст                      | 5 февраля 2016          | н/д                          |
| 16b | «Owlette's Two Wrongs» «Две ошибки Алетт»                                          | Кристиан Де Вита                     | Жюстин Шене                       | 5 февраля 2016          | н/д                          |
| 17a | «Gekko Floats» «Летающий Гекко»                                                    | Кристиан Де Вита                     | Стивен Сендерс                    | 12 февраля 2016         | н/д                          |
| 17b | «Catboy's Two-Wheeled Wonder» «Двухколесное чудо Кэтбоя»                           | Кристиан Де Вита                     | Лиза Экхерст                      | 12 февраля 2016         | н/д                          |
| 18a | «Catboy's Great Gig» «Большой концерт Кэтбоя»                                      | Кристиан Де Вита и Уилсон Дос Сантос | Лиза Экхерст                      | 18 марта 2016           | н/д                          |
| 18b | «Owlette's New Move» «Новое движение Алетт»                                        | Кристиан Де Вита                     | Эндрю Хили                        | 18 марта 2016           | н/д                          |
| 19a | «Supersonic Owlette» «Сверхзвуковой Алетт»                                         | Кристиан Де Вита                     | Сильви Барро и Кэтрин Уолтон Уорд | 1 апреля 2016           | н/д                          |
| 19b | «Catboy and the Sticky Splat Slingshot» «Кэтбой и выстрел липкой липучки»          | Кристиан Де Вита                     | Эшли Мендоза                      | 1 апреля 2016           | н/д                          |
| 20a | «Owlette of a Kind» «Силы Алетт»                                                   | Кристиан Де Вита                     | Эми Бенам                         | 22 апреля 2016          | н/д                          |
| 20b | «Beat the Drum, Catboy» «Бей в барабан, Кэтбой»                                    | Кристиан Де Вита                     | Том Стивенсон                     | 22 апреля 2016          | н/д                          |
| 21a | «Catboy Squared» «Кэтбой в квадрате»                                               | Кристиан Де Вита                     | Жюстин Шене                       | 24 июня 2016            | н/д                          |
| 21b | «Gekko's Super Gekko Sense» «Супер-чутьё Гекко»                                    | Кристиан Де Вита                     | Жюстин Шене                       | 24 июня 2016            | н/д                          |
| 22a | «Owlette and the Owletteenies» «Алетт и алеттины»                                  | Кристиан Де Вита и Уилсон Дос Сантос | Рэйчел Мюррелл                    | 15 июля 2016            | н/д                          |
| 22b | «Gekko's Blame Campaign» «Гекко не виноват»                                        | Кристиан Де Вита                     | Том Стивенсон                     | 15 июля 2016            | н/д                          |
| 23a | «Owlette and the Moonflower» «Алетт и лунный цветок»                               | Кристиан Де Вита и Уилсон Дос Сантос | Джерард Фостер                    | 19 августа 2016         | н/д                          |
| 23b | «Slowpoke Gekko» «Медленный Гекко»                                                 | Кристиан Де Вита и Уилсон Дос Сантос | Эндрю Хили                        | 19 августа 2016         | н/д                          |
| 24a | «Catboy and the Lunar Dome» «Кэтбой и лунный купол»                                | Кристиан Де Вита и Уилсон Дос Сантос | Жюстин Шене                       | 21 октября 2016         | н/д                          |
| 24b | «Gekko and the Rock of All Power» «Гекко и камень всесилия»                        | Кристиан Де Вита и Уилсон Дос Сантос | Эшли Мендоза                      | 21 октября 2016         | н/д                          |
| 25a | «Super-Sized Gekko» «Огромный Гекко»                                               | Кристиан Де Вита и Уилсон Дос Сантос | Джона Стро                        | 2 декабря 2016          | н/д                          |
| 25b | «Take to the Skies, Owlette» «Алетт обретает крылья»                               | Кристиан Де Вита                     | Лиза Экхерст                      | 2 декабря 2016          | н/д                          |
| 26a | «Slow Down Catboy» «Не торопись, Кэтбой!»                                          | Кристиан Де Вита                     | Сильви Барро и Кэтрин Уолтон Уорд | 17 февраля 2017         | н/д                          |
| 26b | «Gekko's Special Rock» «Особенный камень Гекко»                                    | Кристиан Де Вита и Уилсон Дос Сантос | Жюстин Шене                       | 17 февраля 2017         | н/д                          |

## Трансляция

### В мире
В США был показан телеканалом Disney Junior на 18 сентября 2015. В России серии вышли в эфир на Узнавайка Disney 18 сентября 2016 года.